# Bigos

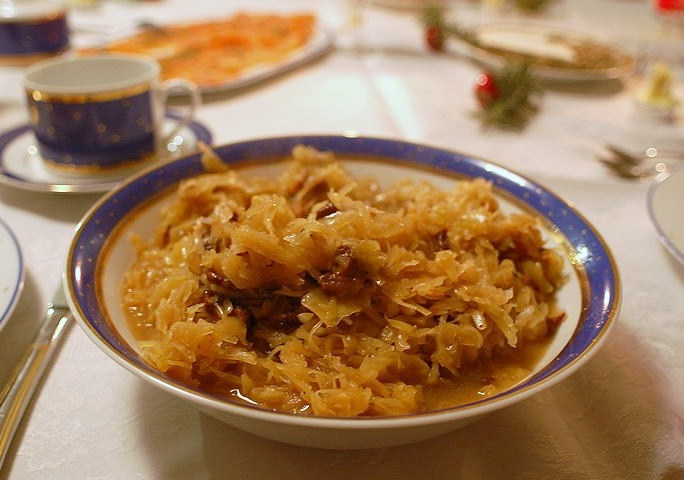
Bigos.

El bigos se puede considerar el plato nacional de Polonia, aunque también es tradicional en Lituania, Bielorrusia y Ucrania occidental. Está compuesto de col agria muy similar al chucrut y de varios tipos de carnes frescas, embutidos (como la kielbasa), setas secas y ciruelas secas. Tradicionalmente es un plato de cazadores servido después de la caza. 
Se brasea todo tanto tiempo como se pueda, cuanto más tiempo, mejor. El braseado dura varios días con pausas. En ocasiones se le añade vino rosado para mejorar el sabor. Antiguamente se le añadía vino dulce o miel. El bigos es picante, algo ácido, no muy dulce y huele a carne ahumada y ciruela.
En polaco, la palabra bigos significa desorden o tumulto.